# Mnata
Mnata est le 2e des sept princes mythiques de Bohême qui auraient régné entre le fondateur également mythique de la dynastie des Přemyslides, Přemysl le laboureur  et son épouse Libuše et le premier  des princes historiques Bořivoj Ier de Bohême.

## Contexte
Les noms des princes apparaissent pour la première fois dans la  Chronica Boemorum de Cosmas de Prague sont repris dans la plupart des ouvrages historiques jusqu'au XIXe siècle dont celui de  František Palacký  L'Histoire du peuple tchèque en Bohême et Moravie. Selon la tradition il est le fils de Nezamysl et le père de Vojen
Une théorie avance qu'ils sont figures sur les  fresques des mures de la on Rotonde de Znojmo, en Moravie mais Anežka Merhautová oppose que les fresques  dépeignent tous les membres la dynastie Přemyslide dont les membres des lignées cadettes des princes de Moravie.

## Origine du nom
Le nom Mnata est dérivé du mot tchèque mníti - souvenir. Záviš Kalandra estime que le nom des sept princes sont les formes cryptées des noms des jours de la semaine en ancien Salvon - Mnata étant le second  - Lundi correspondant au germanique  Montag. Une autre théorie avance que les noms sont une interprétation erronée d'un texte partiel mais cohérent en vieux Slavon.